# (7556) 1982 FX2
(7556) 1982 FX2 là một tiểu hành tinh vành đai chính. Nó được phát hiện bởi Henri Debehogne ở Đài thiên văn La Silla ở Chile ngày 18 tháng 3 năm 1982.